# 웡다이신역
웡다이신역 (중국어 정체자: 黃大仙, 광둥어 예일: Wòngdaaihsīn, Wong Tai Sin)은 홍콩 MTR의 군통 선이 지나가는 지하철역이다. 웡다이신 사원에서 이름을 따왔으며, 역 상징색은 역명에 '황' (黃) 자가 들어간다는 점에 착안해 노란색으로 정해졌다.

## 역 구조
1번과 2번 승강장이 하나의 섬식 승강장을 공유한다.
| G         | 지상                       | 출구                                     |
| L1        | 대합실                     | 고객 서비스, MTR 샵, 자판기              |
| L1        | 대합실                     | 항셍은행, ATM                            |
| L2 승강장 | 승강장 1                   | → 군통선 티우겡렝 방면 (다이아몬드 힐) → |
| L2 승강장 | 섬식 승강장, 오른쪽문 열림 |                                          |
| L2 승강장 | 승강장 2                   | ← 군통선 웡보 방면 (록푸)                |

## 출구
- A/E: 룽췽 로 (서쪽)
- B1/B2: 룽췽 로 (동쪽)
- B3: 웡다이신 사원, 사원시장 북쪽
- C1: 칭탁 가 / 룽췽 로 사거리
- C2: 칭탁 가
- D1: 산포공
- D2: 칭탁 가, 버스터미널
- D3: 사원시장 남쪽[3]

## 교통

### 미니버스 노선
- 37M (A 출구) - 츠완산
- 38M (A 출구) - 죽윈 주택지구
- 33M (C2 출구) - 푸산 주택지구
- 79M (D2 출구) - 깅둥 가
- 20M (D2 출구) - 산포공

### 버스 노선
- 85M (D2 출구) - 감잉
- 80 (D1 출구) - 메이람
- 89B (D1 출구) - 사틴와이
- 211 (B1 출구) - 저이죽 공원
- 2F, 3C (B1 출구) - 츠완산
- 113 (D1 출구) - 케네디타운